# 키킹 잇
《키킹 잇》(영어: Kickin' It) 혹은 《약골 탈피 하이킥》은 2011년 1월 13일부터 2015년 3월 25일까지 디즈니 XD에서 방영한 미국의 코미디 텔레비전 시리즈이다.

## 개요
한 스트립 몰에 위치한 보비 워사비 무술 도장은 전국 보비 워사비 체인점 중 가장 형편없는 지점으로 악명이 높으며 다가오는 승자전에서 띠 두 개를 따내지 못하면 문을 닫을 위기에 처해있다. 마침 보비 워사비를 가르친 할아버지를 둔 뛰어난 공수도 실력가 잭이 동네 학교로 전학을 오자 도장 수련생들과 사부 루디는 잭을 끌어들인다. 이후 사이가 끈끈한 도장 사람들은 함께 도장을 지키며 갖은 사건 속에서 우정을 나눈다. 이들의 숙적으로 블랙 드래건스 도장이 있다.

## 출연진
- 리오 하워드 - 잭 역
- 딜런 라일리 스나이더 - 밀턴 역
- 머테이오 아리어스 - 제리 역
- 올리비아 홀트 - 킴 역
- 앨릭스 크리스천 존스 - 에디 역
- 제이슨 얼스 - 루디 역